# 小浦一守
小浦 一守（こうら かずもり）は、戦国時代から江戸時代初期にかけての武士。越中国池田城（小浦山城）主。

## 出自
小浦氏は越中国の国人で本姓は三善氏。『松原氏系譜』によれば、祖は鎌倉幕府問注所執事・三善康信の末葉・石見守朝宗が、応安年間に備後国から越中に入り氷見池田村の小浦山に城を築き居住したという。桃井直常討伐による恩賞として地頭職を得たものであろう。ただし、これらの所伝は仮冒で、越中の古代氏族射水臣氏出身の三善為康の子孫であろうとの説もある。一守は朝宗より七代の孫で、父・光康は能登畠山氏に仕えて戦功があったという。朝光の頃、代々居住してきた地名をとって小浦に改姓したという。

## 生涯
天文16年（1547年）、小浦光康の子として誕生。永禄10年（1567年）、父・光康の没後に家督を継ぐ。
天正4年（1576年）、越後国の上杉謙信に臣従し、子・内匠（後の松原一二）を人質として差し出した。長沢光国の与力として働く。謙信の死後、越中の上杉勢力が衰退すると、織田方に靡き、父子で佐々成政に仕える。天正13年（1585年）、成政が豊臣秀吉に降りると成政に従い肥後国に移る。天正15年（1587年）の成政の没後、越後の堀秀政に仕える。堀家改易後は浪人し、文禄2年（1593年）、能登国羽咋郡飯山に移住し、姓を松原と改め、斉安と号して隠棲した。
元和元年（1615年）、死去。子・松原内匠一二は慶長16年（1611年）に加賀藩前田氏に300石で仕え、大坂の陣の際利常に従って青屋口で首一つを討ち取る功をあげ、1600石を知行した。子孫は加賀藩士として続いた。